# 兩般高
兩般高（另稱雙龍抱、二盃口）是一種麻將糊牌形式，顧名思義含有兩個一般高，算3番。若以門前清形式糊出即可複合七對子。

## 概要
像223344这样同种类而同样大小的2个順子被称为一般高；在手牌中有两个一般高的情况下，不是按照一般高+一般高的2番来计算，而是按照兩般高的3番来计算。在日本以外的地區無門前役規則限制吃牌，但國標麻將中並沒有兩般高的牌型，故门前清糊出作七对子論，若吃牌後才糊出則作兩個一般高加上平胡論。
在日本麻雀中和一盃口同属門前役，在吃牌的情况下不成立。一盃口相对比较容易成立，而二盃口难度就大很多，少部分規則會把二盃口定為門前算3翻、副露算2翻的役，降低達成難度。
和了的形式和七对子相同，都是7个对子。不过，七对子是25符2翻，只有1600点。根据高点法要利用至少40符3翻5200点的二盃口进行计算。和七对子无法複合，但可以与平和复合。

## 例子
听，如果是就是平和二盃口。的话是平和一盃口。

听。虽然日本麻将中七对子无法使用4枚同样的牌（在本例中是五万），二盃口则可以使用。4枚五萬中的两枚作雀頭，另外两枚是一杯口的一部分。
   和了
利用二筒到八筒做成的二盃口在一部分规则中被称为大車輪，是役满。在没有大车轮的规则中，则是清一色·断幺九·平和·二盃口所复合的三倍满。
   和了
利用4副相同的順子做成的二盃口在一部分规则中被称为一色四順（同國標麻將的一色四同順），是役满。在没有一色四順的规则中，可能會視為二盃口，但亦可能視為三連刻加一副順子，要以高點法決定。